# Puchar Ligi Francuskiej w piłce nożnej (2013/2014)
Puchar Ligi Francuskiej w piłce nożnej sezonu 2013/2014 – 20. edycja rozgrywek pucharowych organizowanych przez Ligue de Football Professionnel. W rozgrywkach brały udział 43 profesjonalne kluby sportowe zrzeszone we francuskiej federacji. Mecz finałowy odbył się na stadionie Stade de France w Paryżu.
Puchar wywalczyła drużyna Paris Saint-Germain.

## Uczestnicy
| Grający od 1/16 finału                                                                                              | Grający od 1/32 finału | Grający od pierwszej rundy | Grający od pierwszej rundy                  |
| Ligue 1 6 drużyn | Ligue 1 14 drużyn | Ligue 2 20 drużyn | Championnat National 3 drużyny              |
| - Paris Saint-Germain F.C. - Olympique Marsylia - Olympique Lyon - OGC Nice - AS Saint-Étienne - Girondins Bordeaux | - Lille OSC - FC Lorient - Montpellier HSC - Toulouse FC - Valenciennes FC - SC Bastia - Stade Rennais - Stade de Reims - Sochaux-Montbéliard - Evian TG - AC Ajaccio - AS Monaco FC - En Avant Guingamp - FC Nantes | - Troyes AC - Stade Brestois 29 - SM Caen - Angers SCO - Le Havre AC - Dijon FCO - Nîmes Olympique - AJ Auxerre - Tours FC - AC Arles-Avignon - RC Lens - FC Istres - Clermont Foot - Chamois Niortais FC - LB Châteauroux - Stade Lavallois - US Créteil-Lusitanos - FC Metz - CA Bastia - AS Nancy | - US Boulogne - Amiens SC - Gazélec Ajaccio |

## Pierwsza runda
Pierwsza runda została rozegrana na przestrzeni dwóch dni: 6 i 7 sierpnia 2013. Jedenastu zwycięzców zakwalifikowało się do drugiej rundy turnieju.
| 6 sierpnia 2013 | Brest     | 1:4 | Auxerre                                                     |                                                             |
| 18:45           | Ayité 55' |     | Ntep 51' · Viale 68' · Haller 74' · Aït Ben Idir 90+4' (k.) | Stade Francis-Le Blé Widzów: 6230 Sędzia: Sébastien Desiage |

| 6 sierpnia 2013 | Tours                                 | 2:2 k. 4:3 | Istres                  |                                                                    |
| 20:00           | Ketkeophomphone 32' (k.) · Delort 87' |            | Le Goff 30' · Assis 57' | Stade de la Vallée du Cher Widzów: 3527 Sędzia: Christian Guillard |

| 6 sierpnia 2013 | US Boulogne  | 1:1 k. 3:4 | Créteil         |                                                            |
| 20:00           | Maurício 90' |            | Andriatsima 82' | Stade de la Libération Widzów: 1831 Sędzia: Olivier Husset |

| 6 sierpnia 2013 | Lavallois | 0:1 | Nîmes Olympique |                                                                 |
| 20:00           |           |     | Nouri 72'       | Stade Francis Le Basser Widzów: 4358 Sędzia: Jérôme Miguelgorry |

| 6 sierpnia 2013 | Chamois Niortais           | 2:3 | Le Havre AC                            |                                                                 |
| 20:00           | Rocheteau 37' · Martin 86' |     | Mahrez 3' · Mesloub 20' · Le Bihan 41' | Stade René Gaillard Widzów: 2864 Sędzia: Alexandre Perreau Niel |

| 6 sierpnia 2013 | Amiens SC  | 1:0 | Châteauroux |                                                          |
| 20:00           | Téhoué 55' |     |             | Stade de la Licorne Widzów: 2540 Sędzia: Frank Schneider |

| 6 sierpnia 2013 | SM Caen        | 2:0 | FC Metz |                                                             |
| 20:00           | Kodjia 5', 35' |     |         | Stade Michel d'Ornano Widzów: 5186 Sędzia: Alexandre Castro |

| 6 sierpnia 2013 | Gazélec Ajaccio           | 2:2 k. 3:5 | Troyes                  |                                                        |
| 20:00           | François 79' · Poggi 117' |            | Cabot 78' · Marcos 100' | Stade Ange Casanova Widzów: 1308 Sędzia: Philippe Kalt |

| 6 sierpnia 2013 | Clermont Foot                  | 3:0 | Dijon FCO |                                                          |
| 20:00           | Betsch 29', 69' · Dugimont 57' |     |           | Stade Gabriel Montpied Widzów: 1851 Sędzia: Floris Aubin |

| 7 sierpnia 2013 | CA Bastia | 0:1 | AC Arles-Avignon |                                                            |
| 20:00           |           |     | Omrani 45+3'     | Stade Armand Cesari Widzów: 1981 Sędzia: Nicolas Rainville |

| 7 sierpnia 2013 | Angers SCO     | 1:2 | RC Lens                           |                                                           |
| 20:00           | Ayari 66' (k.) |     | Valdivia 32' (k.) · Touzghar 114' | Jean-Bouin stadion Widzów: 6764 Sędzia: Bartolomeu Varela |

## Druga runda
Do drugiej rundy zakwalifikowało się 12 zwycięzców rundy poprzedniej. Mecze zostały rozegrane 27 sierpnia 2013 roku.
| 27 sierpnia 2013 | SM Caen | 0:3 | Auxerre                                      |                                                          |
| 18:45            |         |     | Ntep 30' · Coulibaly 76' · Sammaritano 90+2' | Stade Michel d'Ornano Widzów: 6298 Sędzia: Benoît Millot |

| 27 sierpnia 2013 | Le Havre AC     | 2:3 | Amiens SC                       |                                                                 |
| 20:00            | Mahrez 70', 84' |     | Téhoué 23', 69' · Koubemba 100' | Stade Jules Deschaseaux Widzów: 3817 Sędzia: Christian Guillard |

| 27 sierpnia 2013 | Clermont Foot | 0:1 | Tours          |                                                               |
| 20:00            |               |     | Bergougnoux 5' | Stade Gabriel Montpied Widzów: 2572 Sędzia: Sébastien Desiage |

| 27 sierpnia 2013 | Nîmes Olympique | 1:2 | Troyes                  |                                                        |
| 20:00            | Benmeziane 18'  |     | Cabot 39' · N’Diaye 80' | Stade des Costières Widzów: 3496 Sędzia: Olivier Thual |

| 27 sierpnia 2013 | RC Lens                                        | 3:4 | Créteil                                       |                                                         |
| 20:00            | Coulibaly 13' (k.) · Ducasse 79' · N’Diaye 87' |     | Lesage 36' (k.), 84' · Seck 49' · Essombé 66' | Stade Félix Bollaert Widzów: 17639 Sędzia: Saïd Ennjimi |

| 27 sierpnia 2013 | Nancy     | 1:0 | AC Arles-Avignon |                                                        |
| 20:00            | Louis 85' |     |                  | Stade Marcel Picot Widzów: 11651 Sędzia: Mikael Lesage |

## Trzecia runda
Do trzeciej rundy zakwalifikowało się 6 zwycięzców rundy poprzedniej oraz 14 zespołów z Ligue 1, które nie uczestniczyły w europejskich rozgrywkach. Mecze zostały rozegrane 29 i 30 października 2013.
| 29 października 2013 | Bastia  | 1:0 | Ajaccio |                                                      |
| 18:00                | Ilan 7' |     |         | Stade Armand Cesari Widzów: 0 Sędzia: Amaury Delerue |

| 29 października 2013 | Valenciennes | 1:3 | Troyes                      |                                                      |
| 20:00                | Dossevi 47'  |     | Court 4' · Gimbert 31', 56' | Stade du Hainaut Widzów: 7229 Sędzia: Benoît Bastien |

| 29 października 2013 | Stade Rennes             | 2:1 | Nancy      |                                                                  |
| 20:00                | Hunou 41' · Emerson 101' |     | Walter 90' | Stade de la Route de Lorient Widzów: 11023 Sędzia: Olivier Thual |

| 29 października 2013 | Tours                                         | 3:1 | Amiens SC         |                                                                   |
| 20:00                | Adnane 13' · Bergougnoux 67' · Chevalerin 87' |     | Seguin 81' (sam.) | Stade de la Vallée du Cher Widzów: 6869 Sędzia: Sébastien Moreira |

| 29 października 2013 | Créteil     | 1:3 | Toulouse FC                              |                                                                        |
| 20:00                | Belvito 32' |     | Aguilar 51' · Trejo 79' · Ben Yedder 90' | Stade Dominique Duvauchelle Widzów: 3554 Sędzia: Jean-Charles Cailleux |

| 29 października 2013 | Lille OSC | 0:1 | Auxerre     |                                                         |
| 20:00                |           |     | Haller 113' | Stade Pierre-Mauroy Widzów: 15868 Sędzia: Benoît Millot |

| 29 października 2013 | FC Nantes                 | 2:0 | Lorient |                                                           |
| 20:55                | Bedoya 73' · N'Koudou 90' |     |         | Stade de la Beaujoire Widzów: 22127 Sędzia: Philippe Kalt |

| 30 października 2013 | EA Guingamp  | 1:2 | Evian                   |                                                       |
| 18:00                | Yatabaré 25' |     | Sougou 56' · Cambon 68' | Stade du Roudourou Widzów: 9285 Sędzia: Mikaël Lesage |

| 30 października 2013 | Sochaux                                 | 3:2 | Montpellier HSC                  |                                                         |
| 20:00                | Prcić 38' · Corchia 115' · Contout 119' |     | Martin 48' (k.) · Stambouli 120' | Stade Auguste Bonal Widzów: 9077 Sędzia: Clément Turpin |

| 30 października 2013 | Stade de Reims | 1:0 | AS Monaco |                                                                  |
| 20:55                | Devaux 34'     |     |           | Stade Auguste-Delaune II Widzów: 16731 Sędzia: Bartolomeu Varela |

## Czwarta runda
Do czwartej rundy zakwalifikowało się 10 zwycięzców rundy poprzedniej oraz 6 drużyn z Ligue 1, które brały udział w europejskich rozgrywkach. Pary czwartej rundy rozlosowano 7 listopada 2013 roku. Mecze zostały rozegrane 17 i 18 grudnia 2013 roku.
| 17 grudnia 2013 | FC Nantes        | 1:0 | Auxerre |                                                                    |
| 20:55           | Aristeguieta 74' |     |         | Stade de la Beaujoire, Nantes Widzów: 13151 Sędzia: Amaury Delerue |

| 18 grudnia 2013 | Olympique Lyon                           | 3:2 | Stade de Reims                |                                                           |
| 17:00           | Gomis 58' · Lacazette 61' · Gourcuff 82' |     | Oniangue 65' · Ayité 87' (k.) | Stade de Gerland, Lyon Widzów: 21654 Sędzia: Saïd Ennjimi |

| 18 grudnia 2013 | OGC Nice                                 | 3:0 | Sochaux |                                                        |
| 18:45           | Pejčinović 14' · Genevois 31' · Pied 34' |     |         | Stade du Ray, Nice Widzów: 15500 Sędzia: Philippe Kalt |

| 18 grudnia 2013 | Paris Saint-Germain | 2:1 | AS Saint-Étienne |                                                               |
| 20:55           | Cavani 25', 118'    |     | Erdinç 78'       | Parc des Princes, Paris Widzów: 45608 Sędzia: Laurent Duhamel |

| 18 grudnia 2013 | Troyes                      | 3:2 | Tours                       |                                                             |
| 20:55           | Court 6', 23' · Nivet 90+1' |     | Bergougnoux 5' · Adnane 44' | Stade de l’Aube, Troyes Widzów: 4141 Sędzia: Benoît Bastien |

| 18 grudnia 2013 | Olympique Marsylia          | 2:1 | Toulouse FC |                                                                  |
| 20:55           | Mendy 13' · Gignac 29' (k.) |     | Spajić 43'  | Stade Velodrome, Marseille Widzów: 35621 Sędzia: Lionel Jaffredo |

| 18 grudnia 2013 | Evian         | 2:1 | Bastia   |                                                            |
| 20:55           | Wass 62', 67' |     | Ilan 32' | Parc des Sports, Annecy Widzów: 4053 Sędzia: Benoît Millot |

| 18 grudnia 2013 | Stade Rennes | 1:2 | Girondins Bordeaux               |                                                                         |
| 20:55           | Doucouré 52' |     | Henrique 50' · Jussiê 90+1' (k.) | Stade de la Route de Lorient, Rennes Widzów: 18714 Sędzia: Tony Chapron |

## Ćwierćfinały
Do ćwierćfinału zakwalifikowało się 8 zwycięzców poprzedniej rundy. Pary ćwierćfinałowe rozlosowano 18 grudnia 2013 roku. Mecze zostały rozegrane 14 i 15 stycznia 2014 roku.
| 14 stycznia 2014 | Girondins Bordeaux | 1:3 | Paris Saint-Germain                      |                                                                  |
| 21:00            | Biyogo 48'         |     | Pastore 45+1' · Rabiot 85' · Matuidi 88' | Stade Chaban Delmas, Bordeaux Widzów: 29250 Sędzia: Ruddy Buquet |

| 15 stycznia 2014 | FC Nantes                                       | 4:3 | OGC Nice                                       |                                                                  |
| 18:45            | Đorđević 48', 52' · Vizcarrondo 78' · Gakpé 87' |     | Digard 17' · Kolodziejczak 72' · Cvitanich 85' | Stade de la Beaujoire, Nantes Widzów: 11861 Sędzia: Tony Chapron |

| 15 stycznia 2014 | Troyes                                | 3:1 | Evian        |                                                                |
| 18:45            | Nivet 32' · Gimbert 44' · Cabot 90+3' |     | N'Sikulu 69' | Stade de l’Aube, Troyes Widzów: 5972 Sędzia: Bartolomeu Varela |

| 15 stycznia 2014 | Olympique Lyon           | 2:1 | Olympique Marsylia |                                                             |
| 20:55            | Gourcuff 24' · Gomis 74' |     | Gignac 89'         | Stade de Gerland, Lyon Widzów: 27338 Sędzia: Antony Gautier |

## Półfinały
Pary półfinałowe zostały wylosowane 15 stycznia 2014 roku. Mecze zostały rozegrane 4 i 5 lutego 2014 roku.
| 4 lutego 2014 | FC Nantes    | 1:2 | Paris Saint-Germain |                                                                     |
| 21:00         | Veigneau 82' |     | Ibrahimović 5', 90' | Stade de la Beaujoire, Nantes Widzów: 35714 Sędzia: Laurent Duhamel |

| 5 lutego 2014 | Olympique Lyon            | 2:1 | Troyes     |                                                              |
| 20:55         | Lacazette 17' · Gomis 27' |     | Xavier 35' | Stade de Gerland, Lyon Widzów: 19168 Sędzia: Lionel Jaffredo |

## Finał
Finał turnieju rozegrano 19 kwietnia 2014 roku na stadionie Stade de France, Saint-Denis.
| 19 kwietnia 2014 | Olympique Lyon | 1:2 | Paris Saint-Germain |                                                                    |
| 21:00            | Lacazette 56'  |     | Cavani 3', 33' (k.) | Stade de France, Saint-Denis Widzów: 78489 Sędzia: Stéphane Lannoy |